# Bi sắt tại Đại hội Thể thao Đông Nam Á 2017
Môn bi sắt thi đấu tại Đại hội Thể thao Đông Nam Á 2017 ở Kuala Lumpur đang diễn ra tại Công viên giải trí Pudu Ulu.

## Danh sách huy chương

### Bảng huy chương
Quốc gia chủ nhà
| 1       | Thái Lan (THA)  | 2 | 4 | 1  | 7  |
| 2       | Malaysia (MAS)  | 2 | 1 | 3  | 6  |
| 3       | Campuchia (CAM) | 1 | 1 | 3  | 5  |
| 3       | Lào (LAO)       | 1 | 1 | 3  | 5  |
| 5       | Việt Nam (VIE)  | 1 | 0 | 4  | 5  |
| Tổng số | Tổng số         | 7 | 7 | 14 | 28 |

### Nam
| Nội dung | Vàng                                                                                            | Bạc                                                                                                 | Đồng |
| -------- | ----------------------------------------------------------------------------------------------- | --------------------------------------------------------------------------------------------------- | --- |
| Đơn      | Muhamad Hafizuddin Mat Daud · Malaysia                                                          | Kiatkong Tanong · Thái Lan                                                                          | Sơn Khớp · Việt Nam                                                                                                 |
| Đơn      | Muhamad Hafizuddin Mat Daud · Malaysia                                                          | Kiatkong Tanong · Thái Lan                                                                          | Sok Chanmean · Campuchia                                                                                            |
| Đôi      | Malaysia (MAS) · Saiful Bahri Musmin · Syed Akmal Fikri Syed Ali                                | Thái Lan (THA) · Piyabut Chamchoi · Sunchai Chueanchuea                                             | Lào (LAO) · Phonepasert Soukkhaphon · Somsamay Xamounty                                                             |
| Đôi      | Malaysia (MAS) · Saiful Bahri Musmin · Syed Akmal Fikri Syed Ali                                | Thái Lan (THA) · Piyabut Chamchoi · Sunchai Chueanchuea                                             | Việt Nam (VIE) · Huỳnh Công Tâm · Nguyễn Văn Dũng                                                                   |
| Ba người | Thái Lan (THA) · Samreang Sangsod · Suksan Piachan · Thaloengkiat Phusa-at · Thanakorn Sangkaew | Lào (LAO) · Xay Boutdisipaseuth · Xokananh Fongsanouvong · Phoudthala Keokannika · Phetvaly Khalouy | Malaysia (MAS) · Mohamad Hakem Saberi · Muhammad Syukri Kamaruddin · Mohd Safi Azrol Othman · Azfar Haris Mohd Aziz |
| Ba người | Thái Lan (THA) · Samreang Sangsod · Suksan Piachan · Thaloengkiat Phusa-at · Thanakorn Sangkaew | Lào (LAO) · Xay Boutdisipaseuth · Xokananh Fongsanouvong · Phoudthala Keokannika · Phetvaly Khalouy | Campuchia (CAM) · Heng Tha · Nhem Bora · Thong Chhoeun · Ya Chandararith                                            |

### Nữ
| Nội dung | Vàng                                                                                         | Bạc | Đồng                                                                                                |
| -------- | -------------------------------------------------------------------------------------------- | --- | --------------------------------------------------------------------------------------------------- |
| Đơn      | Nguyễn Thị Thi · Việt Nam                                                                    | Uraiwan Hiranwong · Thái Lan                                                                                 | Suhartisera binti Zamri · Malaysia                                                                  |
| Đơn      | Nguyễn Thị Thi · Việt Nam                                                                    | Uraiwan Hiranwong · Thái Lan                                                                                 | Un Sreya · Campuchia                                                                                |
| Đôi      | Campuchia (CAM) · Ke Leng · Ouk Sreymom                                                      | Thái Lan (THA) · Pataratida Meepak · Phantipha Wongchuvej                                                    | Việt Nam (VIE) · Lâm Thị Hồng Thu · Nguyễn Thị Loan                                                 |
| Đôi      | Campuchia (CAM) · Ke Leng · Ouk Sreymom                                                      | Thái Lan (THA) · Pataratida Meepak · Phantipha Wongchuvej                                                    | Lào (LAO) · Linda Keobolakoth · Phanthaly Phetsamone                                                |
| Ba người | Lào (LAO) · Khoun Souksavat · Chansamone Vongsavath · Mimee Vongsavath · Chindavone Sisavath | Malaysia (MAS) · Nurashimah Senin · Nur Farah Hana Musa · Nur Iman Aina Ahmad Sabti · Nurul Atiqah Abu Talib | Việt Nam (VIE) · Đào Thị Hồng Hiên · Nguyễn Thị Cẩm Duyên · Nguyễn Thị Thúy Kiều · Nguyễn Thị Trang |
| Ba người | Lào (LAO) · Khoun Souksavat · Chansamone Vongsavath · Mimee Vongsavath · Chindavone Sisavath | Malaysia (MAS) · Nurashimah Senin · Nur Farah Hana Musa · Nur Iman Aina Ahmad Sabti · Nurul Atiqah Abu Talib | Thái Lan (THA) · Nantawan Fueangsanit · Nattaya Yoothong · Patita Silawut · Thongsri Thamakord      |

### Hỗn hợp
| Nội dung | Vàng                                                         | Bạc                                           | Đồng                                                        |
| -------- | ------------------------------------------------------------ | --------------------------------------------- | ----------------------------------------------------------- |
| Đôi      | Thái Lan (THA) · Aumpawan Suwannaphruk · Sarawut Sriboonpeng | Campuchia (CAM) · Duong Dina · Sao Sophearann | Malaysia (MAS) · Anis Amira Basri · Mohd Nuzul Azwan Temizi |
| Đôi      | Thái Lan (THA) · Aumpawan Suwannaphruk · Sarawut Sriboonpeng | Campuchia (CAM) · Duong Dina · Sao Sophearann | Lào (LAO) · Manyvanh Souliya · Vansamay Neutsavath          |